# Berufjörður (Austurland)
Pour les articles homonymes, voir Berufjörður.
Le Berufjörður est un fjord situé dans la région d'Austurland, en Islande.